# Jan Waszkiewicz (ekonomista)
Jan Waszkiewicz (ur. 1797 w Wilnie, zm. 11 marca 1859 tamże) – polski ekonomista, wykładowca Cesarskiego Uniwersytetu Wileńskiego, cenzor.

## Życiorys
Urodził się w 1797 w Wilnie. W rodzinnym mieście ukończył gimnazjum oraz studia na Cesarskim Uniwersytecie. W 1820 posiadając tytuł magistra rozpoczął nauczanie historii i prawa w wileńskim gimnazjum. W 1824 został adiunktem ekonomii politycznej i w następnym roku profesorem nadzwyczajnym na wileńskiej uczelni. Był wykładowcą ekonomii politycznej do chwili zamknięcia Uniwersytetu po powstaniu listopadowym.
Po zamknięciu wileńskiej uczelni pracował jako radca wydziału gospodarczego Akademii Medyko-Chirurgicznej. W 1835 rozpoczął prace jako cenzor ksiąg wydawanych w Wilnie. Pełnił funkcję dyrektora w szkole rabinów w Wilnie. Było to jego ostatnie miejsce pracy. Po przejściu na emeryturę zwiedził Francję i Włochy.
Zmarł w Wilnie 11 marca 1859 i pochowany został na cmentarzu Na Rossie w podziemiach kaplicy, którą ufundował.

## Publikacje
- O rozmaitych układach ekonomii politycznej, Wilno 1823,
- Teorya cywilizacji, Wilno 1823,
- Uwagi nad przyrodzeniem dochodu narodowego przez Storcha z dodatkiem krótkiego rysu Teorji P.P. Storcha i Saya o płodach nie materjalnych, przekład z niemieckiego Wilno 1829,
- Nauka o handlu Wilno 1830,
- Historya banków oraz innych celniejszych ustanowien kredytowych pokrótce zebrana Wilno 1838.